# Teatro dei Fiorentini
Teatro dei Fiorentini (zkráceně Teatro Fiorentini) bylo slavné neapolské divadlo, působící v osmnáctém a na počátku devatenáctého století zejména jako operní dům.

## Historie divadla
Až do svého uzavření bylo Teatro dei Fiorentini nejstarším divadlem v Neapoli. Bylo založeno v roce 1618 a pojmenováno podle nedalekého kostela San Giovanni dei Fiorentini (kostel v tehdejší podobě již neexistuje). V prvních sto letech se zde hrály pouze činohry. V roce 1706 se někteří neapolští šlechtici rozhodli divadlo přestavět a uvádět v něm operní představení. Toto rozhodnutí se podařilo realizovat zejména díky schopnostem a zkušenostem nového ředitele divadla Nicholase Serina.
Divadlo si získalo rychle oblibu veřejnosti a byly v něm uváděny opery nejslavnějších italských skladatelů té doby. 17. ledna 1711 divadlo po představení opery La Cianna skladatele Nicola Fagy do základů vyhořelo. Během dvou let bylo obnoveno a pokračovalo v úspěšné činnosti.
V roce 1747 se stal ředitelem divadla dramatik Pietro Trinchera. Pod jeho vedením však v roce 1755 divadlo zkrachovalo a Trinchera byl pro dluhy uvězněn v Ponte di Tappia. Ve vězení spáchal sebevraždu podřezáním žil. Divadlo však ve své činnosti pokračovalo. V letech 1773–1779 bylo divadlo obnoveno a rozšířeno architektem Francescem Scarolou a jeho žákem Ferdinandem Fugou.
V roce 1941 bylo divadlo vybombardováno a v padesátých letech 20. století zbořeno, aby ustoupilo stavbě stanice metra. Na jeho místě bylo postaveno kino nesoucí název Fiorentino. Dnes jsou v něm provozovány sázkové hry.

## Významné premiéry oper v divadle Fiorentino
- L'Ergasto, Tommaso de Mauro (1706)
- Candaule re di Lidia, Domenico Sarro (1706)
- Il ritorno di Ulisse alla patria, Giuseppe Porsile (1707)
- Amore fra gli impossibili, Domenico Sarro (1707)
- Turno Aricino, Francesco Mancini (1708)
- La Rosmene, ovvero L'infedeltà fedele, Giuseppe Vignola (1709)
- Patrò Calienno de la Costa, Antonio Orefice (1709)
- Teodora Augusta di Giuseppe Vignola (1706)
- La Camilla, Antonio Orefice (1710)
- Le fenzejune abbendurate, Nicola Fago (1710)
- La Cassandra indovina, Nicola Fago (1711)
- La Cianna, Nicola Fago (1711)
- I gemelli rivalli, Domenico Sarro (1713)
- Basilio re d'oriente, Nicola Porpora (1713)
- Spilleta e Frullo, Domenico Sarro (1713)
- Circe delusa, Antonio Orefice (1713)
- Sidonio, Carlo Ignazio Monza (1714)
- Patrò Tonno d'Isca, Giovanni Veneziano (1714)
- Lo mbruoglio de li nomme aleas Le Doje pope, Giovanni Veneziano (1714)
- Lo Pippo, Giovanni Veneziano (1715)
- Lo finto Armeneo, Antonio Orefice (1717)
- Lo mbruoglio d'ammore, Michele Falco (1717)
- Le finte zingare, Antonio Orefice (1717)
- La fenta pazza co la fenta malata, Antonio Orefice (1718)
- Il gemino amore, Antonio Orefice (1718)
- Il trionfo dell'onore, Alessandro Scarlatti (1718)
- Lisa pontegliosa, Gianpaolo di Domenico (1719)
- Lo cecato fauzo, Leonardo Vinci (1719)
- La forza della virtù, Francesco Feo (1719)
- Le ddoie lettere, Leonardo Vinci (1719)
- Lo scassone, Leonardo Vinci (1720)
- Lo castiello saccheiato, Michele Falco (1720)
- Lo scagno, Leonardo Vinci (1720)
- Lo castiello saccheato, Leonardo Vinci (1720)
- Lo barone de Trocchia, Leonardo Vinci (1721)
- Chi la dura la vince, Antonio Orefice (1721)
- Don Ciccio, Leonardo Vinci (1721)
- La finta fattucchiera, Ignazio Prota (1721)
- Li zite 'ngalera, Leonardo Vinci (1722)
- Li stravestimiente affortunate, Gianpaolo di Domenico (1722)
- La festa di Bacco, Leonardo Vinci (1722)
- Le pazzie d'ammore, Michele Falco (1723)
- Lo labborinto, Leonardo Vinci (1723)
- La Locinna, Antonio Orefice (1723)
- La 'mpeca scoperta, Leonardo Leo (1723)
- L'ammore fedele, Leonardo Leo (1724)
- Lo schiavo d'amore, Gianpaolo di Domenico (1724)
- Lo pazzo apposta, Leonardo Leo (1724)
- Le fente zingare, Leonardo Leo (1724)
- Lo 'ngiegno de le femmine, Francesco Corradini (1724)
- La vecchia sorda, Riccardo Broschi (1725)
- Lo finto laccheo, Giuseppe de Majo (1725)
- La Carlotta, Pietro Auletta (1726)
- La donna violante, Leonardo Leo (1726)
- Lo vecchio avaro, Giuseppe de Majo (1727)
- Lo matrimonio annascuso, Leonardo Leo (1727)
- L'annore resarciuto, Antonio Orefice (1727)
- La cantarina, Michele Caballone e Costantino Roberto (1728)
- La Ciulla o puro Chi ha freuma arriva a tutta, Michele Caballone (1728)
- La fenta schiava, Michele Caballone (1728)
- Ammore vò speranza, Michele Caballone (1729)
- Lo trionfo d'ammore o pure chi dura vence, Cristoforo Manna (1729)
- Lo matremmonejo pe' mennetta, Francesco Araja (1729)
- La baronessa ovvero Gli equivoci, Giuseppe de Majo (1729)
- Oronte, ovvero Il custode, se stesso, Giuseppe Sellitto (1730)
- La Rina, Nicola Pisano (1731)
- Li zitelle de lo vòmmero, Pietro Pulli (1731)
- Li marite a forza, Gaetano Latilla (1732)
- Lo frate 'nnamorato, Giovanni Battista Pergolesi (1732)
- Amore imbratta il senno, Giovan Gualberto Brunetti (1733)
- L'Ippolita, Nicola Conti (1733)
- L'Ottavio, Gaetano Latilla (1733)
- La marina de Chiaja, Pietro Pulli (1734)
- Chi dell'altrui si veste presto si spoglia, Antonio Aurisicchio (1734)
- Gl'Ingannati, Gaetano Latilla (1734)
- Gli amanti generosi, Domenico Sarro (1735)
- Il finto pazzo per amore, Giuseppe Sellitto (1735)
- Angelica ed Orlando, Gaetano Latilla (1735)
- Onore vince amore, Leonardo Leo (1736)
- I due baroni, Giuseppe Sellitto (1736)
- La Rosaure, Domenico Sarro (1736)
- L'amico traditore, Leonardo Leo (1737)
- Da un disordine nasce un ordine, Vincenzo Legrenzio Ciampi (1737)
- Gismondo, Gaetano Latilla (1737)
- Il conte, Leonardo Leo (1738)
- Odoardo, Niccolò Jommelli (1738)
- Inganno per inganno, Nicola Bonifacio Logroscino (1738)
- L'amor costante, Pietro Auletta (1739)
- La matilde, Gioacchino Cocchi (1739)
- Ortensio, Giovan Gualberto Brunetti (1739)
- L'amico fedele, Nicola Porpora (1739)
- L'Alidoro, Leonardo Leo (1740)
- Gl'intrichi delle cantarine, Domingo Miguel Bernabé Terradellas (1740)
- L'impostore, Pietro Auletta (1740)
- L'Alessandro, Leonardo Leo (1741)
- Amore ed Amistade, Nicola Bonifacio Logroscino (1742)
- La Lionora, Vincenzo Legrenzio Ciampi e Nicola Bonifacio Logroscino (1742)
- La vendetta generosa, Gaetano Latilla (1742)
- Il Riccardo, Nicola Bonifacio Logroscino (1743)
- Il geloso, Girolamo Abos (1743)
- L'Arminio, Vincenzo Legrenzio Ciampi (1744)
- La fedeltà odiata, Leonardo Leo (1744)
- L'Elisa, Gioacchino Cocchi (1744)
- L'amore ingegnoso, Vincenzo Legrenzio Ciampi (1745)
- L'Eugenia, Matteo Capranica (1745)
- L'Irene, Gioacchino Cocchi (1745)
- La moglie gelosa, Girolamo Abos (1745)
- La finta vedova, Nicola Conforto (1746)
- L'amor costante, Nicola Conforto (1747)
- Gl'inganni fortunati, Giuseppe Sellitto (1747)
- Capitan Giancocozza, Gregorio Sciroli (1747)
- L'Emilia, Matteo Capranica (1747)
- La Faustina, Geronimo Cordella (1747)
- L'amore in maschera, Niccolò Jommelli (1748)
- La serva bacchettona, Gioacchino Cocchi (1749)
- Il finto turco, Gioacchino Cocchi e Pasquale Errichelli (1749)
- La Celia, Gaetano Latilla (1749)
- Il mercante innamorato, Antonio Corbisiero (1750)
- L'amor comico, Giuseppe Sellitto (1750)
- La Gismonda, Gioacchino Cocchi (1750)
- Donna Laura Pellecchia, Giuseppe Sellitto (1750)
- La Maestra, Gaetano Latilla (1751)
- Il geloso, Antonio Palella (1751)
- Gli inganni per amore, Nicola Conforto (1752)
- La Costanza, Tommaso Traetta (1752)
- Il pazzo per amore, Domenico Fischietti (1752)
- La Griselda, Nicola Bonifacio Logroscino (1752)
- La schiava amante, Matteo Capranica (1753)
- La serva astuta, Gioacchino Cocchi e Pasquale Errichelli (1753)
- L'Olindo, Matteo Capranica e Nicola Conti (1753)
- La commediante, Nicola Conforto (1754)
- Le donne dispettose, Niccolò Piccinni (1754)
- La finta contessina, Nicola Conforto (1754)
- Le nozze contrastate, Giacomo Tritto (1754)
- Le gelosie, Niccolò Piccinni (1755)
- L'amore alla moda, Giuseppe Sellitto (1755)
- L'incredulo, Tommaso Traetta (1755)
- La madamigella, Giuseppe Scarlatti (1755)
- Le finte magie, Nicola Bonifacio Logroscino (1756)
- Lo funnaco revotato, Giacomo Insanguine (1756)
- La Zita correvata, Gregorio Sciroli (1756)
- Lo solachianello 'mbroglione, Pietro Alessandro Guglielmi (1757)
- La marina di Chiaia, Gregorio Sciroli (1757)
- Lo barone Senerchia, Giuseppe Sellitto (1757)
- La Matilde generosa, Giacomo Insanguine (1757)
- Il filosofo burlato, Pietro Alessandro Guglielmi (1758)
- Olimpia tradita, Antonio Sacchini (1758)
- I capricci di una vedova, Pietro Alessandro Guglielmi (1759)
- La moglie imperiosa, Pietro Alessandro Guglielmi (1759)
- L'Origille, Niccolò Piccinni (1760)
- La canterina, Niccolò Piccinni (1760)
- La furba burlata, Niccolò Piccinni a Nicola Bonifacio Logroscino (1760)
- La fante di buon gusto, Nicola Bonifacio Logroscino (1760)
- Le beffe giovevoli, Niccolò Piccinni (1760)
- Il finto cieco, Pietro Alessandro Guglielmi (1761)
- Lo stravagante, Niccolò Piccinni (1761)
- Il curioso imprudente, Antonio Sacchini (1761)
- L'astuto balordo, Niccolò Piccinni (1761)
- La donna di tutti i caratteri, Pietro Alessandro Guglielmi (1762)
- I due bari, Antonio Sacchini (1762)
- Don Ambrogio, Pietro Alessandro Guglielmi (1762)
- La pupilla, Giuseppe Avossa (1763)
- La francese brillante, Pietro Alessandro Guglielmi (1763)
- L'equivoco, Niccolò Piccinni (1764)
- Il nuovo Belisario, Giacomo Insanguine (1765)
- L'orfana insidiata, Niccolò Piccinni (1765)
- Il corsaro algerino, Gennaro Astarita (1765)
- La fiammetta generosa, Pasquale Anfossi e Niccolò Piccinni (1766)
- Le 'mbroglie de le Bajasse, Giovanni Paisiello (1767)
- La finta baronessa, Niccolò Piccinni (1767)
- La direttrice prudente, Niccolò Piccinni (1767)
- I Napoletani in America, Niccolò Piccinni (1768)
- L'osteria di Marechiaro, Giacomo Insanguine (1768)
- La finta maga per vendetta, Giovanni Paisiello (1768)
- L'osteria di Marechiaro, Giovanni Paisiello (1769)
- Don Chisciotte della Mancia, Giovanni Paisiello (1769)
- Pulcinella vendicato del ritorno, Marechiaro, Giacomo Insanguine (1769)
- La pastorella incognita, Carlo Franchi (1770)
- Gelosia per gelosia, Niccolò Piccinni (1770)
- La dama bizzarra, Giacomo Insanguine (1770)
- La donna di bell'umore, Niccolò Piccinni (1771)
- Il finto sordo, Pasquale Fago (1771)
- La Corsara, Niccolò Piccinni (1771)
- Gli amanti dispersi, Niccolò Piccinni (1772)
- L'amante confuso, Pasquale Anfossi (1772)
- Le trame zingaresche, Niccolò Piccinni (1772)
- Le stravaganze del conte, Domenico Cimarosa (1772)
- Gl'inganni amorosi, Gaetano Latilla (1774)
- Il maritato fra le disgrazie, Gaetano Latilla (1774)
- Gli amanti mascherati, Niccolò Piccinni (1774)
- L'ignorante astuto, Niccolò Piccinni (1775)
- Enea in Cuma, Niccolò Piccinni (1775)
- I viaggiatori, Niccolò Piccinni (1775)
- Il matrimonio in contrasto, Pietro Alessandro Guglielmi (1776)
- Il fanatico per gli antichi romani, Domenico Cimarosa (1777)
- Le astuzie per amore, Giacomo Insanguine (1777)
- I fuorusciti, Pietro Alessandro Guglielmi (1777)
- L'Armida immaginaria, Domenico Cimarosa (1777)
- Gli amanti comici, Domenico Cimarosa (1778)
- Le stravaganze d'amore, Domenico Cimarosa (1778)
- Il raggiratore di poca fortuna, Pietro Alessandro Guglielmi (1779)
- La villanella ingentilita, Pietro Alessandro Guglielmi (1779)
- I finti nobili, Domenico Cimarosa (1780)
- Il falegname, Domenico Cimarosa (1780)
- La dama avventuriera, Pietro Alessandro Guglielmi (1780)
- La serva padrona, Pietro Alessandro Guglielmi (1780)
- Le nozze in commedia, Pietro Alessandro Guglielmi (1781)
- L'amante combattuto dalle donne di punto, Domenico Cimarosa (1781)
- I Mietitori, Pietro Alessandro Guglielmi (1781)
- La ballerina amante, Domenico Cimarosa (1782)
- La semplice ad arte, Pietro Alessandro Guglielmi (1782)
- I tre gobbi rivali, Vincenzo Fabrizi (1783)
- I due gemelli, Giacomo Tritto (1783)
- La Quakera spiritosa, Pietro Alessandro Guglielmi (1783)
- Il convitato di pietra, Giacomo Tritto (1783)
- Chi dell'altrui si veste presto si spoglia, Domenico Cimarosa (1783)
- La creduta infedele, Giuseppe Gazzaniga (1783)
- L'apparenza inganna o sia La villeggiatura, Domenico Cimarosa (1784)
- La scuffiara, Giacomo Tritto (1784)
- I finti amori, Pietro Alessandro Guglielmi (1784)
- La finta zingara, Pietro Alessandro Guglielmi (1785)
- Le sventure fortunate, Pietro Alessandro Guglielmi (1785)
- Il marito disperato, Domenico Cimarosa (1785)
- La virtuosa in Mergellina, Pietro Alessandro Guglielmi (1785)
- La grotta di Trofonio, Giovanni Paisiello (1785)
- Le gare generose, Giovanni Paisiello (1786)
- Le astuzie villane, Pietro Alessandro Guglielmi (1786)
- La convulsione, Luigi Caruso (1787)
- La convulsione, Giuseppe Curcio (1787)
- La modista raggiratrice, Giovanni Paisiello (1787)
- L'amor contrastato, Giovanni Paisiello (1788)
- La scaltra avventuriera, Giacomo Tritto (1788)
- La finta matta, Silvestro Palma (1789)
- La prova reciproca, Giacomo Tritto (1789)
- Le vane gelosie, Giovanni Paisiello (1790)
- La serva innamorata, Pietro Alessandro Guglielmi (1790)
- Gli accidenti inaspettati, Gaetano Marinelli (1790)
- La finta baronessa, Angelo Tarchi (1790)
- Le false apparenze, Pietro Alessandro Guglielmi (1791)
- La dispettosa in amore, Adamo Marcori (1791)
- La serva onorata, Niccolò Piccinni (1792)
- Lo sposo a forza, Gaetano Marinelli (1792)
- Le trame in maschera, Niccolò Piccinni (1793)
- Le nozze inaspettate, Gaetano Andreozzi (1793)
- I vecchi delusi, Gaetano Marinelli (1793)
- Le astuzie femminili, Domenico Cimarosa (1794)
- La pietra simpatica, Silvestro Palma (1795)
- L'inganno poco dura, Marcos António Portugal (1796)
- Gli amanti ridicoli, Silvestro Palma (1797)
- L'apprensivo raggirato, Domenico Cimarosa (1798)
- Le cantatrici villane, Valentino Fioravanti (1799)
- Gli amanti in cimento, Pietro Carlo Guglielmi (1800)
- L'amore per inganno, Luigi Mosca (1801)
- La fiera, Pietro Carlo Guglielmi (1801)
- Il ritorno impensato, Luigi Mosca (1802)
- Il pallone aerostatico, Silvestro Palma (1802)
- Le nozze per impegno ovvero L'impegno superato, Luigi Capotorti (1802)
- Amore ed interesse, ossia L'inferno ad arte, Raffaele Orgitano (1802)
- Il servo furbo, Giovanni Prota (1803)
- La vendetta feminina, Luigi Mosca (1803)
- Il naufragio fortunato, Pietro Carlo Guglielmi (1804)
- L'equivoco fra gli sposi, Pietro Carlo Guglielmi (1804)
- Bref il sordo, Luigi Capotorti (1805)
- Le seguaci, Diana, Silvestro Palma (1805)
- Amor tutto vince, Pietro Carlo Guglielmi (1805)
- La sposa del Tirolo, Pietro Carlo Guglielmi (1806)
- Amori e gelosie tra congiunti, Pietro Carlo Guglielmi (1807)
- I finti viaggiatori, Luigi Mosca (1807)
- Il libretto alla moda, Antonio Brunetti (1808)
- L'erede senza eredità, Silvestro Palma (1808)
- Lo scavamento, Silvestro Palma (1810)
- Le spose a sorte, Luigi Mosca (1810)
- I furbi amanti, Silvestro Palma (1810)
- Gli amori e l'armi, Giuseppe Mosca (1812)
- Il palazzo delle fate, Silvestro Palma (1812)
- Una follia, Giacomo Cordella (1813)
- La diligenza a Joigni o sia Il collaterale, Giuseppe Mosca (1813)
- L'audacia delusa, Luigi Mosca (1813)
- Le miniere di Polonia, Silvestro Palma (1813)
- Don Gregorio imbarazzato, Giuseppe Mosca (1813)
- Eginardo e Lisbetta, Pietro Generali (1813)
- Elena, Johann Simon Mayr (1814)
- L'avaro, Giacomo Cordella (1814)
- Carlotta ed Enrico, Giuseppe Mosca (1814)
- Ernesta e Carlino ovvero I due Savoiardi, Luigi Capotorti (1815)
- L'azzardo fortunato, Giacomo Cordella (1815)
- La casa da vendere, Hippolyte-André-Baptiste Chelard (1815)
- Il cimento felice, Giovanni Prota (1815)
- La gelosia corretta, Michele Carafa (1815)
- Il disperato per eccesso di buon cuore ossia Don Desiderio, Giuseppe Mosca (1816)
- La gazzetta, Gioachino Rossini (1816)
- Amor avvocato, Johann Simon Mayr (1817)
- Emilia, Laverpaut, Vittorio Trento (1817)
- Paolo e Virginia, Pietro Carlo Guglielmi (1817)
- Pia dei Tolomei, Giacinto Bianco (1836)
- Nu guaglione 'e mala vita, Francesco Gabriello Starace (1886)